# Cyrtodactylus papuensis
Cyrtodactylus papuensis är en ödleart som beskrevs av  Leo Daniël Brongersma 1934. Cyrtodactylus papuensis ingår i släktet Cyrtodactylus och familjen geckoödlor. Inga underarter finns listade i Catalogue of Life.